# Gelliodes setosa
Gelliodes setosa är en svampdjursart som beskrevs av Keller 1889. Gelliodes setosa ingår i släktet Gelliodes och familjen Niphatidae.
Artens utbredningsområde är Eritrea. Inga underarter finns listade i Catalogue of Life.